# Транспорт в Рязанской области
Транспорт в Рязанской области представлен всеми видами: автомобильным, железнодорожным, водным и авиационным, а также не пассажирскими трубопроводным и электронным.
Столица области — Рязань находится на крупнейших автомобильных и железнодорожных магистралях Европы. Транспортный комплекс связан в единую сеть, обслуживает нужды производства, перевозя материалы и готовую продукцию промышленности области, туристов и пассажиров. Крупными многофункциональными транспортными узлами являются Рязань, Рыбное, Ряжск, Михайлов, Сасово, Касимов, Шацк. Транспорт области снабжён спутниковыми навигационными системами.
Управлением транспортной инфраструктурой занимается Министерство транспорта и автомобильных дорог Рязанской области, в Рязани — департамент транспорта города.

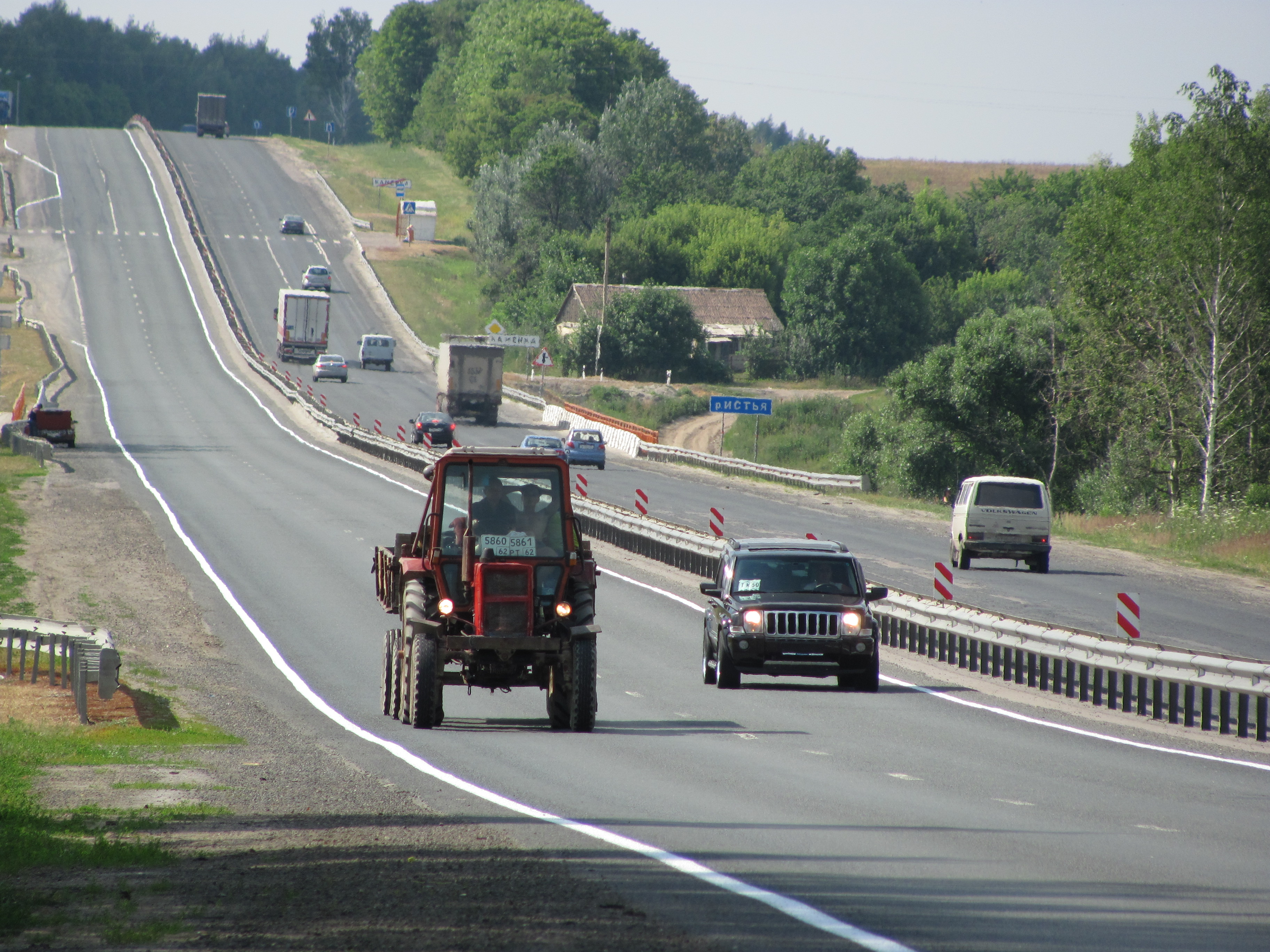
Автомагистраль М5 «Урал» у реки Истье в Спасском районе Рязанской области

## История
Старейшим транспортом Рязанской области как и всей Древней Руси был водный. Реки связывали города друг с другом, позволяя обмениваться товаром и торговать. Главная водная артерия рязанских земель — Ока позволяла попасть «Из варяг в греки» — к Балтийскому, Чёрному и Средиземному морям. Вокруг городов росли порты, крупнейшие из которых находились в Рязани, Переяславле, Муроме и Коломне.
Родиной отечественного кораблестроения считается рязанское село Дединово. Здесь в 1668 году по приказу царя Алексея Михайловича был построен первый российский военный корабль — фрегат «Орёл», более известны как «дедушка русского флота».
В 1818 году строится промышленный порт на реке Трубеж, близ кремля. В него были включены судоремонтные мастерские и доки по строению малых судов. В 1956 году на базе речного порта создаётся рязанская эксплуатационно-ремонтная база речного флота. До 1950-х годов к порту были приписаны пароходы «Коммунар», «Патриза», суда «Шторм», «Алазангахз». Начиная с 1960-х годов начали эксплуатироваться скоростные суда типа «Ракета» и «Заря», грузовые танкеры «Ока». В 1970-х годах строится новый крупный речной порт в Борковском затоне.
Транспортом местного значения, соединяющим близко расположенные населённые пункты был гужевой — летом на колёсном, зимой на санном ходу. В тёплое время года через реки приходилось переправляться на плотах и паромах. Из-за весеннего разлива Оки, простирающегося в этих местах на многие десятки километров первый высоководный незатопляемый мост через поймы удалось соорудить только к 1974 году.
После Крымской войны Россия нуждалась в железнодорожной сети в Европейской части страны. Строительство железных дорог привело в Россию транспортную революцию. В 1864 году была построена линия Москва-Рязань с единственным в России левосторонним движением. В Рязани образовалась железнодорожная слобода. Для строительства этой дороги главному меценату проекта Павлу Григорьевичу фон Дервизу удалось разместить первый в России частный облигационный заём на прусском денежном рынке.
В 1865 году фон Дервиз получил разрешение на строительство Рязанско-Козловской железной дороги, которая была построена в не бывало короткий для того времени срок — всего за год. Кроме того, это была первая дорога, целиком выстроенная на инвестиционные средства. В 1866 году путь был принят в эксплуатацию. В 1866 была построена Рязанско-Моршанская дорога, в 1870—1872 — Рязанско-Вяземская.
В 1892 году было создано общество Рязано-Уральской железной дороги на базе высокодоходной Рязанско-Козловской. Эта ветка связала Рязань с Саратовом и Астраханью. В 1893 году от Рязани была проведена линия в Казань. Первоначально на паровозах использовались дрова. С открытием в Скопине каменноугольных шахт для тяги стал использоваться уголь. С 1880-х годов паровозы переводятся на нефтяное топливо, а в Рязани и Ряжске создаются старейшие в области нефтехранилища.
В 1897 году было начато строительство узкоколейной железной дороги на севере губернии. Первоначально это была небольшая ветка для вывоза горелого леса из Мещеры, однако после выполнения миссии была построена полноценная железная дорога от Рязани до Владимира через труднопроходимые мещёрские леса и топи. Дорога функционировала до 90-х годов XX века. В 2011 г. был ликвидирован последний участок мещерской магистрали Тума — Голованова Дача.
Ока делит Рязанскую область на две половины, устраивая каждый год крупнейшее в Европе многокилометровое затопление пойм. Северная часть области — труднопроходимые леса, болота и топи. Эти два фактора сыграли решающую роль в транспортном развитии региона. Первый высоководный мост через Оку удалось построить только в 1974 году. До этого северная территория области не имела постоянного транспортного сообщения с южной, так как на протяжении полутора весенних месяцев через разлившуюся Оку могли перебираться только речные суда. Именно поэтому водный транспорт очень долго играл важнейшее стратегическое значение в Рязанском крае. Вплоть середины XX века до многих сёл можно было добраться только по воде. Во второй половине XX века для пассажирских перевозок водным транспортом широко использовались скоростные суда на подводных крыльях. В начале 90-х годов XX века регулярные пассажирские перевозки водным транспортом прекратились.
На севере области, в Мещере во время половодья едва-ли не единственной транспортной артерией была Рязанско-Владимирская узкоколейная железная дорога. В отличие от автобуса, поезд мог пробраться через подтопленные мещёрские территории.
В 1960-х годах началась масштабное строительство дорог. Было построено Большое рязанское кольцо — кольцевая автомагистраль, соединявшая все районные центры области. Северное и южное полукольца строились параллельно, замкнувшись при строительстве моста через Оку. Через северные болота были проложены дамбы и каналы, позволив таким образом круглогодичному курсированию автомобильного транспорта по всей территории Рязанской области.
Легенда гласит, что воздушный транспорт впервые появился в Рязани в 1731 году. Тогда рязанский подьячий Крякутной якобы создал воздушный шар и впервые поднялся на нём выше колокольни. В 1930 году близ Рязани был открыт аэродром Дягилево. Во время Великой Отечественной войны здесь проходили техобслуживание самолёты с фронта. В 1955 году был создан первый постоянный авиамаршрут Рязань-Касимов. С 1960-х годов строительство аэродромов начинается во всех районах области. Рязань связывается постоянным воздушным сообщением с каждым райцентром собственной и соседних областей, а также с Москвой, Ленинградом и курортами Чёрного моря. В начале 90-х годов XX века внутриобластное авиасообщение прекращено. Большинство аэродромов заброшено.

## Автомобильный транспорт
Автомобильный транспорт является лидирующим видом во внутри- и межобластных перевозках. Крупнейшие автоузлы области — Рыбное, Рязань, Михайлов, Скопин, Ряжск, Тума, Касимов и Сасово.

### Автодороги
Федеральные магистрали
Через Рязанскую область проходит крупнейшая и одна из самых загруженных магистралей Евразии, начинающаяся от города Корк в Ирландии, проходящая через всю Европу, Россию, Казахстан, Китай, КНДР и завершающаяся в городе Пусан Республики Корея. Европейский сегмент трассы E 30, Российский M5 «Урал», азиатский AH6. По пути следования магистрали в Рязанской области расположены города Рыбное, Рязань, Шилово, Шацк. «Урал» связывает Рязанскую область с европейскими и азиатскими городами. В настоящее время на территории области ведётся активное расширение, реконструкция и освещение магистрали.
Вторая трансконтинентальная магистраль связывает север Европы со странами Средней Азии. Это европейский маршрут E 119, российский M6 «Каспий», азиатский AH8. В Рязанской области на магистрали расположены города Михайлов, Скопин, Ряжск, Александро-Невский.
Объездные автомобильные дороги есть у всех городов, стоящих на магистралях. В Рязани в настоящее время реализуется проект строительство новой Южной окружной дороги, которая должна пройти от Рыбного до будущего аэропорта Протасово.
Межрегиональные магистрали
Межрегиональные магистрали соединяют область с соседними субъектами России. Это трассы:
- Р132 Калуга-Тула-Михайлов-Рязань — также известная как Михайловское шоссе
- А143 Тамбов-Моршанск-Шацк
- Р73 Владимир - Тума.
- Р105 Москва-Тума-Касимов — также известная как Егорьевское шоссе
- Р123 Рязань-Спас-Клепики — также известная как Клепиковское шоссе
- Р124 Шацк-Касимов
- Р125 Нижний Новгород-Муром-Касимов-Ряжск
- Большое Рязанское кольцо — связывает по часовой стрелке все районные центры области. При этом различают Северное кольцо (север области до трассы М5 «Урал») и Южное кольцо (Юг области от трассы М5 «Урал»)

В будущем планируется соединить трассы Р132 с Р123 в рамках проекта по дальнему обходу Москвы.
Мосты
Крупнейшим автомобильным мостом области является Окский высоководный мост, расположенный в Рязани. Он соединяет правобережную часть города с курортной левобережной. Это сложное инженерное сооружение, включающее в себя не только собственно мост, но и комплекс защитных дамб и ирригационных устройств
.
Второй крупный мост через Оку находится в Касимове — он ниже и меньше рязанского. В центре области, рядом со Старой Рязанью через Оку проходят два понтонных моста — Старорязанский и Троицкий.
Через реку Трубеж в Рязани сооружён Кремлёвский разводной мост, а в Михайлове на реке Проня сохранился Шуховский клёпаный пост 1894 года строительства, до сих пор использующийся по назначению на трассе Р-132.
На трассе M5 «Урал» сохранились «узкие» мосты — в районе села Добрый сот через реку Проня, рядом с селом Кирицы через реку Кирица. В настоящее время ведётся их расширение. Через реку Цна близ Шацка построен мост средней ширины.
На трассе M6 «Каспий» наиболее крупный мост находится на окружной дороге Михайлова, через реку Проня.

### Автовокзалы
Два главных автовокзала области расположены в Рязани. Центральный автовокзал обслуживает дальние,  межобластные и внутриобластные рейсы. На Приокском автовокзале базируются рейсы в соседние области, внутриобластные рейсы на север Рязанской области, а также терминал пригородных рейсов Солотчинского и Спасского направлений. Также в городе находится несколько узловых автостанций, обслуживающих пригородные перевозки.
Помимо Рязани, собственные межобластные автовокзалы имеют многие города области. Например Тума, Касимов, Михайлов, Шацк осуществляют перевозку по маршрутам дальнего следования с Москвой и другими региональными центрами ближайших субъектов России. Малые города и посёлки меньше обслуживаются автостанциями, осуществляющими перевозки в пределах района.

### Перевозчики
Крупнейший пассажирский перевозчик области — компания «Рязаньавтотранс». Компания берёт своё начало В 1970 году, тогда в регионе было создано объединение областных автовокзалов и автостанций.
Сегодня «Рязаньавтотранс» принадлежат все крупные областные перевозчики Рязанской области, за исключением муниципальных перевозчиков и перевозчиков в Рязани. Также все автовокзалы и автостанции, а также выпуск продажа и контроль за оборотом билетов на транспорт в области находятся под управлением объединения.
Часть областных маршрутов принадлежит рязанской городской Автоколонне 1310 и объединению «Рязаньпассажиртранс». Другие крупные перевозчики области: Автоколонна 1663, Сасовское, Ряжское, Кораблинское, Касимовское и Тумское АТП, «Рязанские пригородные автоперевозки».

## Железнодорожный транспорт

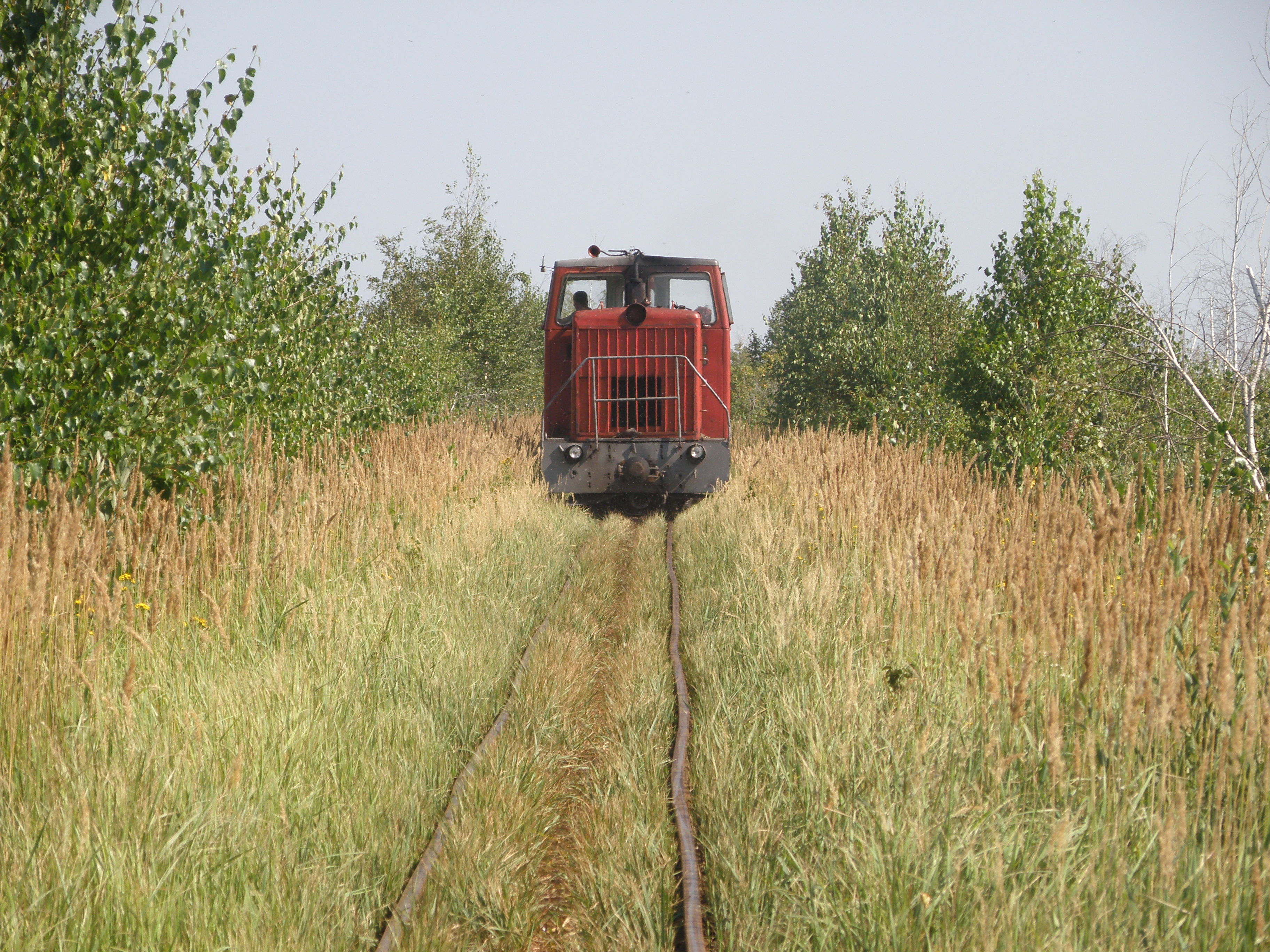
Узкоколейная железная дорога

Перевозка грузов и пассажиров на дальние расстояния — ведущая роль железнодорожного транспорта. Основная часть железных дорога области находится под управлением Рязанского отделения Московской железной дороги. Линия рабочего посёлка Тума, оканчивающийся тупиком находится в управлении Горьковской железной дороги. Крупнейшие железнодорожные узлы — Рыбное, Рязань, Скопин, Ряжск, Сасово. Штаб-квартира Рязанского отделения находится в городе Рязани.

### Железнодорожные магистрали
Федеральные
По территории области проходят две крупные международные железнодорожные магистрали.
Восточные международный транспортный коридор связывает центр Европы и Центральный промышленный район России с Поволжьем, Уралом, Сибирью, Дальним Востоком, а также Средней и Дальней Азией. По территории области магистраль проходит через города Рыбное, Рязань, Спасск, Шилово, Чучково, Сасово и далее на Самару. Большое количество грузов дороги занимает промышленная продукция, обратно идут нефтепродукты, металлы, хлопок и зерно.
Южное направление — международный транспортный коридиор Север-Юг. Соединяет северные и центральные районы страны с Черноземьем, Каспием и Кавказом. Основные грузы здесь — станки, машины, лес и продукция лёгкой промышленности. Магистраль проходит через город Михайлов, посёлок Павелец и город Скопин.
Региональные
Третье железнодорожное направление области — широтное. Это магистраль Пенза-Моршанск-Ряжск-Тула-Калуга.
На территории области дорога проходит через города Сараи, Ухолово, Ряжск, Скопин, посёлок Павелец.
Кроме магистральных, существуют внутриобластные подъездные пути — к городу Новомичуринск, Касимов, Тума, соединённые с основными магистралями. В области также есть ведомственные железные дороги — это подъездные пути крупных предприятий. Крупнейшие из них сосредоточены в Скопинском, Пронском и Милославском районах — это пути Подмосковного угольного бассейна, соединяющие между собой угольные шахты. В Рязани на ведомственных путях Рязанского нефтеперерабатывающего завода располагается крупнейшая в России специализированная железнодорожная станция по перегону нефтепродуктов — Стенькино II.
Узкоколейные
Крупнейшая узкоколейная магистраль Рязанской области — Рязано-Владимирская узкоколейная железная дорога, более известная благодаря произведениям Константина Паустовского как Мещёрская магистраль. До 2010 года это была единственная действующая в России государственная узкоколейная железная дорога.
Магистраль связывала Рязань через Мещёрские леса с Владимиром и до 1974 года оставалась едва-ли не главной транспортной артерией на севере Рязанской области. Сегодня участки этой магистрали сохранились в Рязанском и Клепиковском районе в виде промышленных путей  Мещёрского и Солотчинского торфодобывающих предприятий.
Отдельные узкоколейные ветки существуют по всей области, в том числе в Рязани.

### Вокзалы
Старейшим вокзалом области является железнодорожный вокзал Рязань I, построенный в 1864 году. Рязань I, как и все вокзалы и станции линии Рязань-Москва — вокзал левостороннего движения. Здание расположено м левой стороны путей, ближайший путь — вперёд, дальний — назад. Вокзал Рязань II был построен почти сразу после главного вокзала и первоначально являлся грузовой сортировочной станцией, однако с открытием станции Рязань-Сортировочная в Рыбном вокзал стал пассажирским.
Вокзал станции Павелец находящийся на юго-западе области в Скопинской районе дал имя Павелецкому вокзалу города Москвы и всему Павелецкому направлению дороги.
Железнодорожная станция Дивово на данный момент является единственным в России вокзалом-музеем. Здесь располагается музей, посвящённый Сергею Есенину, селу Константиново и конному заводу в Дивово. Именно этой станцией пользовался поэт, когда приезжал в Рязань.

### Перевозчики
Железнодорожная сеть Рязанской области относится к четырём подразделениям РЖД (рекордный показатель во всей России). Основные линии обслуживаются Рязанским отделением Московской железной дороги. Его управление располагается в городе Рыбное, недалеко от Рязани. Неэлектрифицированная однопутная линия «Тула — Скопин — Ряжск» обслуживается Тульским отделением также Московской железной дороги. Железнодорожная станция Тума и линия на Владимир на севере Рязанской области относятся к Горьковской железной дороге. Участки от Ряжска до Мичуринска и от Павельца до Мичуринска (через ст. Раненбург в городе Чаплыгин) обслуживаются Юго-Восточной железной дорогой. Наконец, участок «Ряжск — Моршанск — Пенза» относится к Куйбышевской железной дороге (также к этой ж/д относится самая восточная станция области — Пичкиряево на линии «Москва — Рязань — Самара»).
Крупнейший пассажирский перевозчик в области — Центральная пригородная пассажирская компания. Обслуживает все внутри- и межобластные железнодорожные маршруты. Компании принадлежит фирменные поезда «Сергей Есенин», в Советском союзе курсировавшие под названием «Берёзка» — в честь любимого дерева поэта. Поезда отправляются по маршруту Рязань-Луховицы-Коломна-Москва ежедневно.
На территории муниципалитета Рязань осуществляются перевозки на городском поезде. В отдалённых районах области, на востоке используется система рельсовых автобусов.

### Учебные заведения
Поскольку железнодорожный транспорт является историческим для Рязанской области здесь почти сразу была открыта сеть учебных заведений для нужд железной дороги. Главным из них было Рязанское железнодорожное училище, по сей день располагающееся в Рязани на исторической Вокзальной улице, связывающей два железнодорожных вокзала города. 
В 1920 году основан современный Рязанский колледж железнодорожного транспорта, затем был открыт Рязанский филиал Московского государственного университета путей сообщения.

## Воздушный транспорт
В общей доле транспорта Рязанской области воздушный транспорт занимает самую малую часть перевозок. Это связано с общей стагнацией авиационной отрасли в России в 1990-е годы. В Советском Союзе авиаперевозки занимали позиции внутриобластного транспорта и внешнего транзита.

### Аэропорты
Международный аэропорт Протасово
Главный транспортный инвестиционный проект Рязанской области. Международный аэропорт должен быть построен на базе существующего аэрордрома и вертодрома ДОСААФ, и призван разгрузить московский транспортный узел. Рядом с будущей площадкой строительства находится трасса М5 «Урал» и железная дорога, способствующая пуску до новых воздушных ворот области аэроэкспрессов.
Дягилево
Крупнейший и старейший аэродром области находится на территории авиабазы Дягилево в городе Рязани. Аэродром способен принимать самолёты любого класса, однако используется он исключительно для военных нужд — здесь базируется вертодром, эскадрилья стратегической дальней авиации, единственный в России полк самолётов-заправщиков, учебный авиацентр и 360 авиаремонтный завод. Аэродром принимает борт № 1 во время посещения Рязанской области и другие лайнеры вип-класса.
Турлатово
Гражданский аэропорт Рязани. Здесь базируются воздушный флот малой авиации. В настоящее время Турлатово проходит реконструкцию для приёма воздушных такси.
Аэродром Сасово
В городе Сасово Рязанской области располагается аэродром Сасовского лётного училища гражданской авиации. После окончания строительства новой взлётно-посадочной полосы аэродром сможет принимать самолёты среднего и малого классов.
Аэродром Ряжск
В Ряжске располагается аэродром 127 учебного авиационного полка.
Аэродром Сельцы
Аэродром находится на территории учебного центра Рязанского высшего воздушно-десантного командного училища.
Аэродром Крутицы
Аэродром располагается неподалёку от рабочего посёлка Шилово и трассы М-5 «Урал». В настоящий момент реконструирован и используется как учебный центр для гражданской авиации, авиационного и парашютного спорта.
Полевые аэродромы
Полевые аэродромы используются для взлёта и посадки в условиях военного времени. Они как правило, имеют грунтовую взлётно-посадочную полосу и почти полное отсутствие навигационных средств и диспетчерских строений. Крупнейший полевой аэродром области находится на территории военно-испытательного полигона в Дубровичах. Второй располагается в поле, неподалёку от города Рыбное. Третий — рядом с посёлком Чучково. Кроме того, на всех военных аэродромах параллельно основной располагается грунтовая взлётно-посадочная полоса.

## Водный транспорт
Водный транспорт с 90-х годов XX века используется в основном для грузовых перевозок средней дальности. Основные грузы — лес, уголь, торф, Строительные материалы, сельскохозяйственная продукция.
Пассажирские перевозки осуществляются в основном в туристическом секторе. Однако весной, во время разлива окских пойм до некоторых населённых пунктов можно добраться только по воде, при помощи теплоходов или аквабусов.

### Водные магистрали
Главная судоходная артерия области — Ока. Также судоходны Цна, Мокша и часть Трубежа. Во время весеннего разлива Оки, судоходной становится вся приокская пойма, особенно в местах скопления стариц.

### Порты
Два крупнейших речных порта находятся в Рязани — это грузовой порт на реке Трубеж, и новый порт в Борковском затоне. Речной вокзал Рязань располагается на Оке, на территории Приокского лесопарка. Кремлёвская пассажирская пристань стоит у подножья одноимённого холма на реке Трубеж. От вокзала и пристани в судоходный период курсируют экскурсионные речные трамвайчики. Крупный грузовой порт также располагается в Касимове. Чуть ниже по течению Оки от города находится грузовая пристань Лашма, а чуть выше — Ташенка на этих грузовых пристанях в баржи сгружают щебень и песок с добываемых неподалёку карьеров. Самая северная пристань находится в городе Елатьме.
Различные пристани располагаются на всём течении Оки. Неподалёку от родины Сергея Есенина — села Константиново, находится промышленная достопримечательность начала XX века — Кузьминская гидроэлектростанция и судоходный шлюз. Рядом, у села Аксёново построен новый гидроузел.
У Рязани, Спасска, Шилова и Касимова действуют яхт-клубы.

### Переправы
Помимо мостов, в Рязанской области много речных переправ. Они обслуживаются понтонными мостами и паромами. Крупнейшие переправы через Оку находятся в селе Константиново (гражданский и военный паромы), в селе Сельцы (военный паром), неподалёку от него на территории Московской области у посёлка Белоомут (гражданский паром), в селе Троцкое (Троицкий понтонный мост), у город Спасск-Рязанский (Старорязанский понтонный мост), у села Юшта (паром), в городе Елатьма (паром).
В морозные периоды зимы через многие реки организуются зимники.

### Перевозчики
Пассажирские перевозки осуществляет компания «Рязаньтурфлот», базирующаяся в Трубежном речном порту. Грузовыми перевозками занимается группа компания «Речной порт». В Касимове находится компания «Касимовский речной порт». Также по Оке ходят суда московских и нижегородских судоходных компаний.

## Трубопроводный транспорт

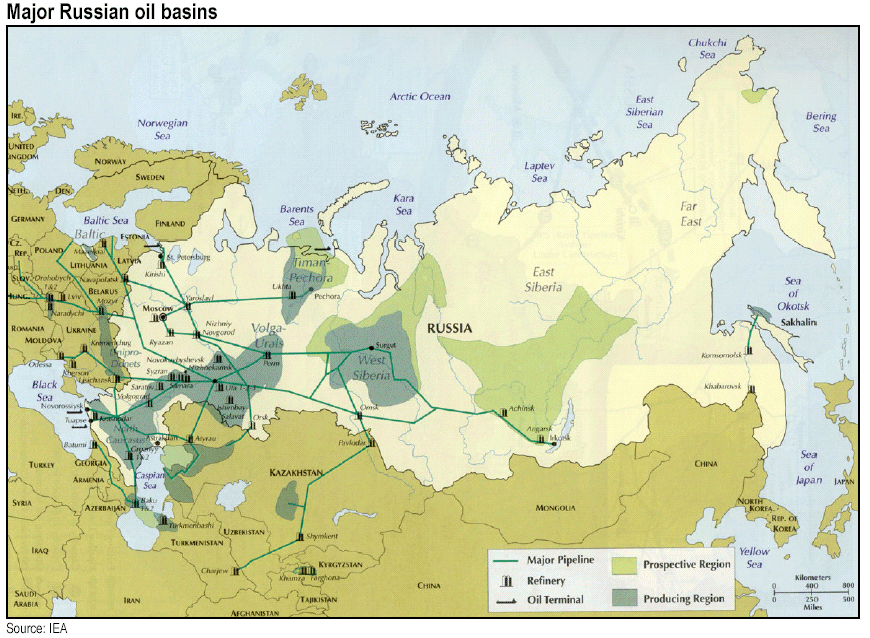
Магистральные нефтепроводы России

### Нефтепроводы
По территории области проходят нефтепроводы, питающие сибирской и волжской нефтью Московский и Рязанский нефтеперерабатывающие заводы. Нефтемагистраль берёт начало из города Альметьевска и идёт через Нижний Новгород и Рязань до Москвы. По Рязанской области магистраль проходит через Ермишь, Пителино, Шилово, посёлок Лесной, Истье подходит к Рязанскому нефтезаводу, и далее через Рыбное в Московскую область. Объём перекачки нефти превышает 20 млн тонн в год ОАО АК «Транснефть».

### Продуктопроводы
Через регион проложен нефтепродуктопровод Кстовский НПЗ — Рязанский НПЗ — Стальной Конь (Орловская область) перекачивающий топливо в Белоруссию, Украину и на экспорт через прибалтийские порты. Продуктопровод имеет два ответвления: отвод на московский кольцевой нефтепродуктопровод, питающий в том числе и московские аэродромы, и примыкающий от Московского НПЗ трубопровод, переправляющий дизельное топливо на экспорт. Объём перекачки нефтепродуктов через регион превышает 5 млн тонн в год. ОАО «Транснефтепродукт».

### Газопроводы
Через Рязанскую область проходит 5 магистральных газопроводов:
- Саратов — Москва (через Сараи-Ухолово-Пехлец-Новомичуринск-Рязань-Рыбное) — старейший газопровод России. Магистраль начали строить ещё во время Великой Отечественной войны, в 1944 году.
- Нижняя Тура — Пермь — Горький — Центр (через Гусь-Железный, Туму, Спас-Клепики, Рыбновский район) — компрессорная станция Тума
- Средняя Азия — Центр (через Путятинский район, посёлок Лесной, Кирицы, Истье, Рязань, Рыбное) — компрессорная станция Истье)
- Ямбург — Тула (через Сасово, Чучковский и Путятинский районы, Сапожок, Кораблино, Скопин) — компрессорные станцияи Путятинская и Павелецкая),
- Уренгой — Помары — Ужгород (по границе Шацкого и Сараевского районов)
- Касимов — Путятино — связывает два магистральных газопровода с двумя газохранилищами: Касимовским и Гремячевским

### Хранилища
В области располагаются два подземных хранилища природного газа. Это крупнейшее в Европе Касимовское газохранилище — около села Телебукино Касимовского района в Даньковском поднятии. Его активный объём составляет 8,5 млрд кубических метров газа. Второе — опытное Увязовское газогранилище — в Гремячевском поднятии Окско-Цнинского вала на территории Шиловского района. За год по его трубам перемещается более 24 млрд кубических метров газа ОАО «Газпром».

## Электромагистрали
Через регион проходит дальнемагистральная ЛЭП 2х500 кВ «Москва—Волжская ГЭС» (линия связывает энергосистемы центра, нижнего Поволжья и юга), к ней через основную подстанцию региона «Михайловская» примыкает ЛЭП от Смоленской АЭС. ОАО «ФСК ЕЭС».
В 2006 году по внутренним электросетям переброшено около 5 млрд кВт·ч/год, по магистральным линиям в единую систему отправлено около 7,5 млрд кВт·ч/год.

## Городской транспорт
В областном центре и крупных районных центрах (Касимов, Сасово, Скопин и др.) действуют внутригородские автобусные линии.
В Рязани действуют также троллейбусные линии, ранее действовал городской электропоезд. До 2010 года действовала трамвайная линия.